# Salvador Romero
Salvador Ignacio Romero Ballivián (La Paz, Bolivia; 29 de abril de 1971) es un sociólogo político, investigador y escritor boliviano que desde el 25 de noviembre de 2019 hasta el 29 de abril de 2021 ejerció el cargo de vocal del Tribunal Supremo Electoral de Bolivia. Anteriormente, desempeñó en este mismo cargo desde 2004 a 2008 y regresó al puesto en el 2019 durante la administración de la Presidente Jeanine Añez. Es el director de IDEA International Paraguay desde marzo de 2022. 

## Estudios
Salvador Romero Ballivián nació el 29 de abril de 1971 en la ciudad de La Paz. Creció dentro de una familia de clase media alta pues su padre Salvador Romero Pittari fue ministro de la Presidencia durante el gobierno de la presidenta Lidia Gueiler Tejada. Salvador Romero comenzó sus estudios escolares en su ciudad natal en 1977, saliendo bachiller del Colegio Franco Boliviano de La Paz en 1989.
Cursó sus estudios universitarios en el Instituto de Estudios Políticos de París (Sciences Po), donde obtuvo sucesivamente la licenciatura (Diplôme, 1993), la maestría (Diplôme d’Études Approfondies, 1994) y el doctorado en sociología política (2002). Su tesis de doctorado fue dirigida por Pascal Perrineau, director del actual Centre des Recherches Politiques de Sciences Po, y recibió la calificación de muy honorable con felicitaciones.

## Trayectoria
A su retorno a Bolivia, con más de dos tercios de votos, el Congreso lo eligió Vocal de la Corte Departamental Electoral de La Paz – sala provincias (1995 – 1998), institución de la cual fue vicepresidente. En ese período se organizaron las elecciones municipales de 1995 y la presidencial de 1997.
Fue coordinador nacional de Fundemos, fundación con apoyo alemán, dedicada a la capacitación, la investigación, editora de Opiniones y Análisis (1998). La serie Opiniones y Análisis alcanzó cien números, contó con contribuciones de los más destacados investigadores bolivianos en asuntos políticos y fue considerada en el exterior como una “fuente muy importante para el seguimiento y análisis de los procesos electorales”.
Entre 1999 y 2001, trabajó como consultor e investigador para instituciones públicas, organismos internacionales y empresas privadas. Entre 2001 - 2002, dirigió uno de los equipos ganadores de la III Convocatoria de investigadores jóvenes del Programa de Investigaciones Estratégicas de Bolivia (PIEB) con un programa de estudio sobre la socialización y el comportamiento político de las élites. En 2003, fue coordinador académico del Diplomado organizado por la Universidad Andina y la Corte Nacional Electoral (CNE).
En 2004, el gobierno de Carlos Mesa lo nombró Vocal de la CNE por el Poder Ejecutivo; desempeñó la vicepresidencia y la presidencia. Ejerció el mandato de cuatro años (2004 – 2008) en un período de alta polarización social y política, con numerosos procesos electorales: el referéndum sobre la política energética (2004), la elección municipal de 2004, la elección presidencial anticipada de 2005 conjunta con la primera elección de prefectos, la elección de la Asamblea Constituyente y el referéndum sobre las autonomías departamentales, el primero por iniciativa popular (2006). Los procesos fueron reconocidos por su imparcialidad y transparencia. Así, la Organización de los Estados Americanos indicó en su valoración del proceso de 2006: “Incluso en los momentos más complicados, las campañas electorales bolivianas se celebran sin mayores problemas, los bolivianos acuden a las urnas de manera ordenada y nadie duda de la credibilidad y legitimidad de los resultados electorales. Se debe reconocer que buena parte del mérito de esta situación recae en que el país cuenta con un organismo electoral prestigioso, eficiente e imparcial”.Por su parte, en esa misma ocasión, la Misión de la Unión Europea manifestó: “Es extraordinario cómo las autoridades electorales de los diferentes niveles fueron capaces de cumplir con los plazos establecidos por el Código Electoral. En líneas generales, la mayoría de los actores políticos están de acuerdo en que desde 1991 la administración electoral ha funcionado relativamente bien. Según una encuesta de opinión en la que los bolivianos ordenaban a las instituciones en función de su credibilidad, la CNE estaba en segundo lugar tras la Iglesia Católica. Publicada el 28 de mayo de 2006, la encuesta, realizada por la empresa Apoyo, mostraba que el 80% de la gente expresaba su aprobación de la CNE”.
Según un cable diplomático estadounidense revelado por Wikileaks, le daba "información" al embajador Philip S. Goldberg.
En 2008, dirigió en Bolivia la investigación sobre elites en el marco de un proyecto regional de la Universidad de São Paulo y en 2009, fue consultor para varios organismos internacionales.
Entre 2010 – 2014, trabajó para la fundación internacional Instituto Nacional Demócrata (NDI), primero como responsable del programa electoral en Haití (2010 – 2011) y luego como primer director de la oficina en Honduras (2011 – 2014). En su gestión se desarrolló un amplio programa de capacitación a partidos y de investigación en alianza con las principales instituciones, como la Universidad Nacional Autónoma de Honduras o el Centro de Estudios y Documentación de Honduras.
Entre 2014 y 2015 se desempeñó como director del Centro de Asesoría y Promoción Electoral CAPEL, del Instituto Interamericano de Derechos Humanos IIDH, secretaría ejecutiva de los organismos electorales de América, agrupados en la Unión Interamericana de Organismos Electorales (UNIORE).
En paralelo, ha ejercido como catedrático universitario en la Universidad Mayor de San Andrés(UMSA, 1995 – 2006) y en la Universidad Católica Boliviana (UCB, 2000 – 2011), ambas en la ciudad de La Paz.

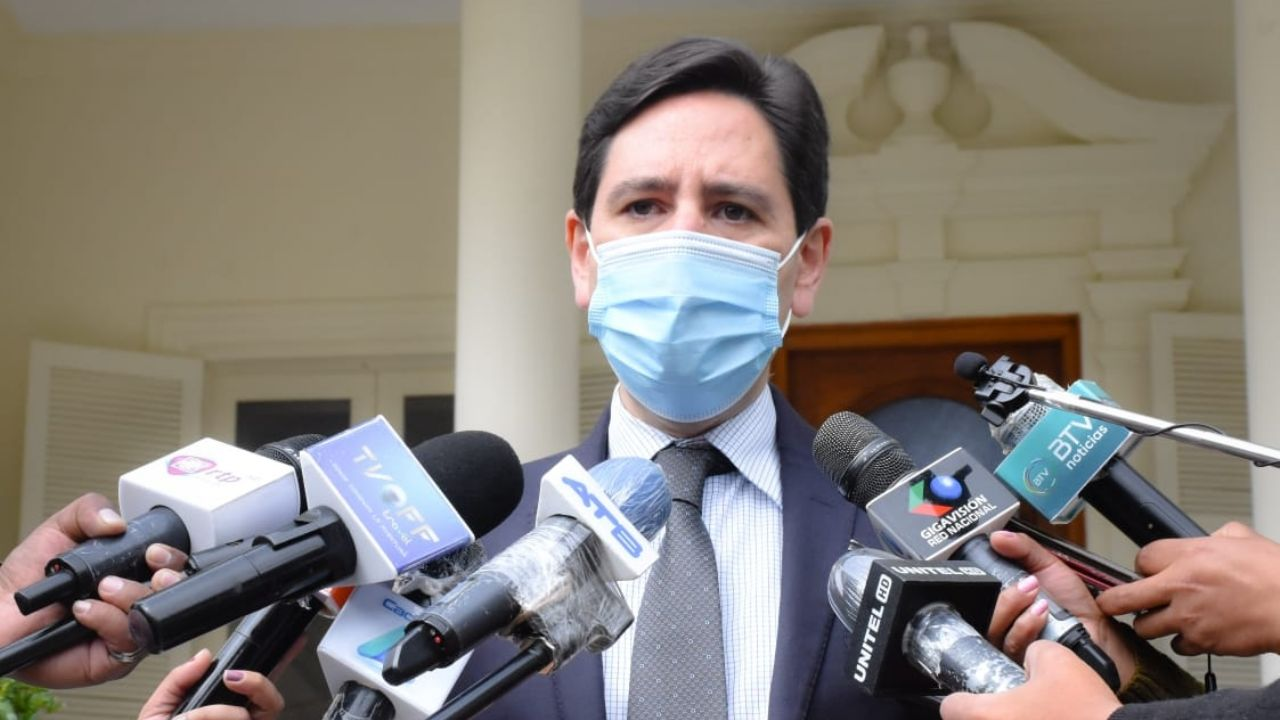
Salvador Romero brinda una conferencia de prensa

Entre 2004 – 2016, ha integrado misiones de observación electoral en una quincena de países en América Latina y el Magreb, en especial con la Organización de los Estados Americanos (OEA), UNIORE – CAPEL, NDI y el Centro Carter. Ha ofrecido conferencias en una veintena de países, de Europa y América Latina desde 1992.
La Agencia de los Estados Unidos para el Desarrollo Internacional (USAID) financió varias de las conferencias de Romero que denunciaban la gestión de Evo Morales.

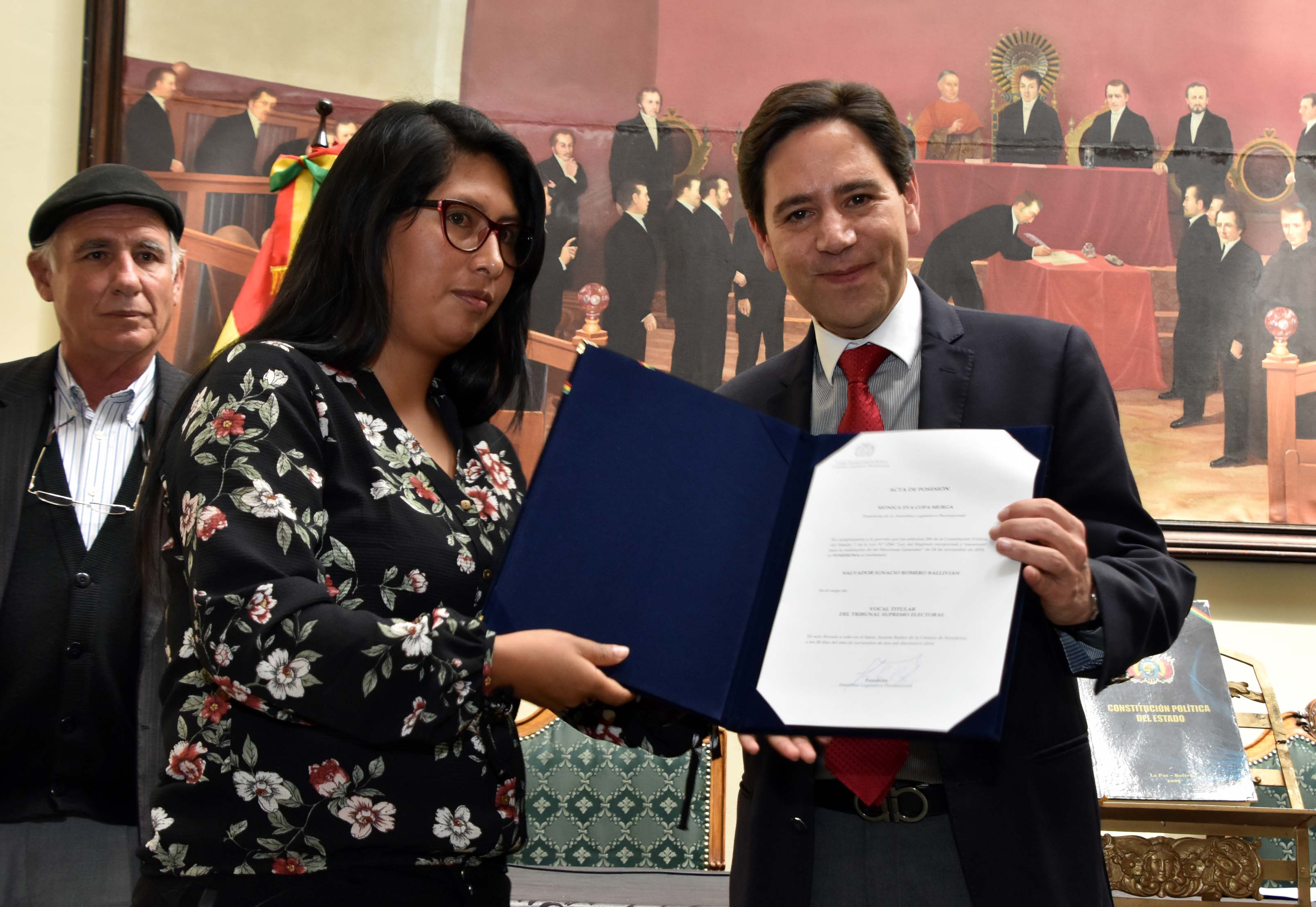
Eva Copa, como Presidenta de la Cámara de Senadores posesionando a Salvador Romero, como presidente del Tribunal Supremo Electoral.

En noviembre de 2019 fue designado Vocal del Tribunal Supremo Electoral (TSE) por la Presidente Jeanine Añez, y fue juramentado y posesionado en el cargo por la presidenta de la Asamblea Legislativa Plurinacional, sin ser revisada su capacidad como prudentemente se realiza un examen para los miembros de Sala Plena previo a su selección; fue la Senadora Eva Copa la que presidió la ceremonia de asignación.  En diciembre del mismo año, tras la convocatoria, selección, elección y posesión de los seis vocales del TSE, la Sala Plena eligió a Salvador Romero Ballivián como Presidente y a María Angélica Ruíz Vaca Díez como Vicepresidente del máximo Tribunal del Órgano Electoral.
El 28 de abril de 2021, Salvador Romero anunció que presentaría su renuncia a la presidencia y la vocalía del Tribunal Supremo Electoral al presidente Luis Arce. El 29 de abril hizo efectiva su renuncia, días más tarde la Sala Plena del Tribunal Supremo Electoral designó a Oscar Hassenteufel como presidente del Órgano Electoral.
El 25 de marzo de 2022, la fundación IDEA International, anunció la designación de Salvador Romero como nuevo director del programa que conduce IDEA International en Paraguay.

## Obras
Su obra es amplia, e incluye una faceta de investigación y otra literaria. En la primera, ha publicado de manera muy extensa en asuntos vinculados con elecciones, partidos políticos, democracia, ciudadanía y participación política, tanto sobre Bolivia como sobre otros países de América Latina. Es considerado “el más importante especialista en comportamiento electoral en Bolivia", de acuerdo a Rafael Loayza, con una bibliografía destacada por "su calidad analítica y su riqueza de datos
Entre los libros de su exclusiva autoría destaca Geografía electoral de Bolivia (primera edición 1993, tercera edición en 2003), primer libro que estudió en Bolivia los procesos electorales con un abordaje territorial. Pascal Perrineau señaló que “no tiene equivalentes en Bolivia, tampoco en América Latina” y Fernando Molina lo incluyó entre los diez ensayos centrales de la década en Bolivia. Se añaden:  Electores en época de transición (1995); Reformas, conflictos y consensos (1999); Razón y sentimiento: La socialización política y las trayectorias electorales en la elite boliviana (2003); En la bifurcación del camino: elecciones municipales 2004 (2005); El tablero reordenado: elecciones 2005 (primera edición 2006, segunda edición 2007); Diccionario biográfico de parlamentarios 1979 – 2009 (2009).
Ha coordinado y editado dos obras colectivas: Atlas electoral latinoamericano (2007) y Democracia, elecciones y ciudadanía en Honduras (2014).
Ha publicado artículos en revistas y libros, editados en una quincena de países de América Latina y Europa. Entre los más recientes, una mención especial merecen: “Sufragio universal y democracia en Bolivia: una perspectiva de medio siglo”; “La búsqueda de la equidad: breve guía sobre las reformas políticas y electorales latinoamericanas a principios del siglo XXI”; “Democracia, partidos, elecciones: las frágiles construcciones haitianas”; “El sistema de partidos en Bolivia: un paseo por sus tiempos y lugares” y “Medio siglo de historia del organismo electoral de Bolivia”.
Por su parte, su producción literaria comprende dos títulos: Mi padre, última tarde y otras crónicas.En palabras de Gustavo Fernández Saavedra, "Este pequeño libro, sorprendente y desafiante, se mueve en el límite imperceptible de la columna periodística y la reflexión trascendente ". Para 2016, se anunció la presentación de la novela “Mañana, después del diluvio, mi amor”. 
En abril de 2021, Salvador Romero presentó el libro Elecciones en América Latina. 

## Obras literarias
- Mi padre, última tarde y otras crónicas (2014)
- Diccionario biográfico de parlamentarios 1979 – 2009 (2009).Segunda edición 2018.
- Atlas electoral latinoamericano (2007).
- El tablero reordenado: análisis de la elección presidencial 2005 (2007).
- Geografía electoral de Bolivia (2003).
- Razón y sentimiento (2003).
- Reformas, conflictos y consensos (1999).
- Mañana después del diluvio mí amor (2016)
- Elecciones en América Latina (2021)
- El ciclo electoral boliviano 2020-2021 (2022)
- Elecciones Peligrosas (2024)